# Eleocharis ravenelii
Eleocharis ravenelii är en halvgräsart som beskrevs av Nathaniel Lord Britton. Eleocharis ravenelii ingår i släktet småsäv, och familjen halvgräs. Inga underarter finns listade i Catalogue of Life.